# Cesare Battisti (destroyer)
Pour les articles homonymes, voir Cesare Battisti.
Le Cesare Battisti (fanion « BT ») était un destroyer italien de la classe Sauro lancé en 1926 pour la Marine royale italienne (en italien : Regia Marina).

## Conception et description
Les destroyers de classe Sauro étaient des versions agrandies et améliorées des classes Sella précédentes. Ils avaient une longueur totale de 90,16 mètres, une largeur de 9,2 mètre et un tirant d'eau moyen de 2,9 mètres. Ils déplaçaient 1 058 tonnes à charge normale, et 1 600 tonnes à charge profonde. Leur effectif était de 8 à 10 officiers et 146 hommes de troupe.
Les Sauro étaient propulsés par deux turbines à vapeur à engrenages Parsons, chacune entraînant un arbre d'hélice à l'aide de la vapeur fournie par trois chaudières Yarrow. Les turbines avaient une puissance nominale de 36 000 chevaux (27 000 kW) pour une vitesse de 31 nœuds (57 km/h) en service, bien que les navires aient atteint des vitesses supérieures à 36 nœuds (67 km/h) lors de leurs essais en mer alors qu'ils étaient légèrement chargés.
Leur batterie principale se composait de quatre canons Ansaldo de 120 millimètres dans deux tourelles jumelées, une à l'avant et une à l'arrière de la superstructure. La défense antiaérienne des navires de la classe Sauro était assurée par une paire de canons anti-aériens (AA) de 40 millimètres dans des supports simples au milieu du navire et une paire de mitrailleuses Breda Model 1931 de 13,2 millimètres. Ils étaient équipés de six tubes lance-torpilles de 533 millimètres dans deux supports triples au milieu du navire. Les Sauro pouvaient également transporter 52 mines.

## Construction et mise en service
Le Cesare Battisti est construit par le chantier naval Cantiere navale di Sestri Ponente à Sestri Ponente en Italie, et mis sur cale le 9 février 1924. Il est lancé le 11 décembre 1926 et est achevé et mis en service le 13 avril 1927. Il est commissionné le même jour dans la Regia Marina.

## Nom
Le navire tire son nom de Cesare Battisti, journaliste, géographe, homme politique socialiste et un révolutionnaire irrédentiste italien.

## Histoire du service
En 1930, le Battisti est impliqué dans une collision avec son navire-jumeau (sister ship) Manin.
En 1935, en prévision de son transfert en Mer Rouge, il subit de nouveaux travaux climatiser ses salles. Après ces travaux, sa vitesse passe de 35 (64,8 km/h) à 31,7 nœuds (58,7 km/h), et son autonomie à 14 nœuds (25,9 km/h) de 2 600 (4 810 km) à 2 000 milles nautiques (3 700 km).
Il est déployé en mer Rouge en 1938.
Lorsque l'Italie entre dans la Seconde Guerre mondiale, il fait partie du IIIe escadron de destroyers basé à Massaoua, aux côtés de ses navires-jumeaux (sister ships) Sauro, Nullo et Manin.
Le 27 juin 1940, il est envoyé au secours du sous-marin Perla, qui s'est échoué après que des fumées de chlorure de méthyle ont empoisonné la plupart de l'équipage et est endommagé par un destroyer britannique.
Le 26 juillet, il sort de Massaoua avec son navire-jumeau Nullo et le sous-marin Guglielmotti pour chercher un vapeur britannique, mais sans pouvoir le localiser.
Il est affecté à l'interception des convois britanniques en transit dans la mer Rouge et effectue une dizaine de missions de ce type, sans succès.
Dans la nuit du 30 au 31 août, il est en mer avec le Manin, mais ne trouve rien.
Le 19 décembre, il quitte Massaoua avec le Manin, le Leone et Pantera pour attaquer le convoi "BN 5" (23 marchands escortés par le croiseur léger HMNZS Leander et les sloops HMS Auckland (L61) (britannique), HMAS Yarra (D79) et HMAS Parramatta (D55) (australien)), mais il rentre au port le 21, sans l'avoir trouvé.
Le 21 octobre 1940, au cours d'une autre mission d'interception du trafic ennemi, il attaque, à 2h19 du matin, en compagnie des navires-jumeaux Nullo, Battisti et Manin et des plus gros destroyers Leone et Pantera, le convoi britannique "BN 7", composé de 32 navires marchands escortés par le croiseur léger HMNZS Leander, le destroyer HMS Kimberley (F50) et les sloops HMAS Yarra (australien), HMS Auckland (britannique) et RIN Indus (indien). Le combat devient défavorable aux navires italiens, qui doivent renoncer à l'attaque et se replier en couvrant leur retraite d'un écran de fumée, tandis que le Nullo, isolé et ralenti par une panne de gouvernail, est coulé après un violent choc avec le HMS Kimberley.
Il devient alors évident que la chute de l'Afrique orientale italienne est désormais imminente. En vue de la reddition de Massaoua, un plan est organisé pour évacuer les unités avec une grande autonomie (envoyées en France ou au Japon) et pour détruire les navires restants,. Les 6 destroyers qui forment le IIIe escadron (Battisti, Sauro, Manin) et le Ve escadron (Tigre, Leone, Pantera) n'onnt pas une portée suffisante pour atteindre un port ami, il est donc décidé de les employer dans une mission suicide: une attaque de Suez (Tigre, Leone, Pantera) et Port-Saïd (Sauro, Manin, Battisti), comme objectifs. Si elles n'ont pas pu continuer, les unités ne seraient pas retournées à Massaoua (où, d'ailleurs, elles n'auraient eu d'autre sort que la capture ou le sabordage, la forteresse étant tombée le 8 avril 1941), mais elles auraient plutôt coulé d'elles-mêmes, par sabordage,.
Le Ve escadron part pour sa mission le 31 mars, mais cette première tentative avorte presque immédiatement car le Leone s'échoue et, ayant développé un feu indomptable à la proue, doit être sabordé,. La mission est ensuite réorganisée car une action de diversion prévue par la Luftwaffe contre Suez a échoué: toutes les unités auraient attaqué Port-Saïd,.
Le 2 avril 1941, à deux heures de l'après-midi, les cinq destroyers quittent finalement Massaoua,. Cependant, le Battisti doit renoncer à la mission car il est frappé par une panne de moteur qui l'empêche de continuer. Il se dirige vers les côtes arabes et, le 3 avril à 14 heures, en arrivant près de Scio Aiba, il se saborde par une profondeur d'environ 50 mètres,,,.
L'équipage débarque sur une plage déserte et doit marcher dans une zone désertique pendant une semaine avant de tomber sur un établissement humain. Une violente averse a sauvé les survivants de la mort par la soif - ils ont été en effet privés d'eau et de provisions.

## Sources
- (it) Cet article est partiellement ou en totalité issu de l’article de Wikipédia en italien intitulé « Cesare Battisti (cacciatorpediniere) » (voir la liste des auteurs).